# Paul Albert
Paul Albert, född den 14 december 1827, död den 21 juni 1880, var en fransk litteraturhistoriker.
Albert tog starkt intryck av Charles Augustin Sainte-Beuve. Bland hans arbeten märks La poésie (1869), La prose (1870), Histoire de la littérature romaine (1871) och Littérature française depuis ses origines jusqu'au XVIIIe siècle (1872-85).